# Bob Klose
Bob Klose (* 1945), selten auch unter dem Vornamen Brian und Rado, sowie dem Nachnamen Close, ist ein britischer Fotograf und Gitarrist. Klose war Gründungsmitglied und erster Leadgitarrist der Rockband Pink Floyd. Klose verließ die Band früh, noch bevor die ersten professionellen Aufnahmen stattfanden. Er ist lediglich auf 1965: Their First Recordings und der Box The Early Years: 1965 – 1972 zu hören.

## Leben
Bevor die Band Pink Floyd in ihrer endgültigen Gestalt gegründet wurde, spielten die Schulfreunde Bob Klose, Roger Waters, Richard Wright, Nick Mason, Clive Metcalfe und Keith Noble, sowie die spätere Frau von Rick Wright Juliette Gale, Musik im Stil des damals populären Rhythm and Blues. Nach mehreren Besetzungs- und Namenswechseln („Sigma 6“, „The T-Set“, „The Meggadeaths“ und „The Abdabs“) formte sich aus den Musikern Klose, Waters, Wright, Mason und dem neu hinzugekommenen Syd Barrett „Pink Floyd“, zunächst allerdings noch „The Pink Floyd Sound“ genannt.
Da Klose sich mehr für Jazz und Blues interessierte als für die psychedelischen Ideen Barretts, verließ er die Band im Jahr 1966 und wandte sich seinem späteren Beruf, der Fotografie zu.
Klose sagte 2001 in einem BBC-Interview, dass seine Gitarrenarbeit bei den frühen Pink Floyd, speziell im Zusammenspiel mit Syd Barrett, einen Rhythm-and-Blues-Sound im Stile der Rolling Stones brachte. Erst nach seinem Ausstieg entwickelte sich der charakteristische psychedelische Pink-Floyd-Sound. Klose lobte rückblickend ihre Musikalität, besonders die rhythmischen Fähigkeiten Syd Barretts hätten ihn sehr beeindruckt.
Auf David Gilmours Soloalbum On an Island (2006) wirkte er (als Rado Klose) erstmals wieder als Gastmusiker mit.